# Harry Golombek
Harry Golombek (1. března 1911 – 7. ledna 1995) byl britský šachista, šachový publicista a válečný kryptoanalytik. Třikrát vyhrál Britský šachový šampionát, a to v letech 1947, 1949, 1955, v roce 1948 skončil druhý. V 30.–50. letech patři mezi nejlepší britské šachisty.
Narodil se v Lambethu v Londýně polským židům. V letech 1938–1940 byl editorem British Chess Magazine, v 60. a 70. letech pak jeho zahraničním redaktorem. V letech 1945–1985 působil jako šachový redaktor deníku The Times. Byl šachovým rozhodčím – jako rozhodčí se zúčastnil turnaje kandidátů v roce 1959 v Jugoslávii a také mistrovství světa v roce 1963 mezi Michailem Botvinnikem a Tigranem Petrosjanem. Zároveň napsal několik šachových knih, a překládal ruské knihy do angličtiny.
Při vypuknutí 2. světové války v září 1939 se nacházel v Buenos Aires, kde společně s šachisty Conelem Hugh O'Donel Alexanderem a Stuartem Milnerem-Barrym hrál na šachové olympiádě. Ihned se vrátili do Británie a byli přijati do tehdy válečného centra kryptoanalytiky Bletchley Park. Golombek pracoval v sekci Hut 8, což byla sekce, které se podařilo rozluštit mechanismus šifrovacího stroje Enigma. Později přešel do jiné sekce.
Celkem 9krát reprezentoval Velkou Británii na šachových olympiádach. V roce 1950 obdržel titul mezinárodního mistra a velmistrem se stal v roce 1985. Byl prvním britským šachistou, který se kvalifikoval na mezipásmový turnaj. Podle šachového velmistra a novináře Raymonda Keena byla Golombekovou nejlepší partií remíza v roce 1952 proti Jefimu Gellerovi.
Studoval filologii na King's College London. V roce 1966 obdržel jako první šachista Řád britského impéria.

## Publikace
- The World Chess Championship 1948, 1948, David McKay Company
- World Chess Championship 1954, 1954, MacGibbon and Kee
- Reti's Best Games of Chess, 1954, G. Bell & Sons, Ltd, znovu vydáno v roce 1974 (Dover Publications, Inc.)
- The Game of Chess, 1954, Penguin Books
- The World Chess Championship 1957, 1957, MacGibbon and Kee
- Instructions to Young Chess Players, 1958, Pitman Publishing ISBN 0-273-48550-4
- Modern Opening Chess Strategy, 1959, Pitman Publishing
- 4th Candidates Tournament 1959: Bled, Zagreb, Belgrade (originálně BCM Quarterly No.3), 1960, BCM
- Capablanca's Hundred Best Games of Chess, 1947, G. Bell and Sons
- Fischer v Spassky: The World Chess Championship 1972, 1973, Times Newspapers ISBN 978-0723000907
- A History of Chess, 1976, Routledge & Kegan Paul, ISBN 0-7100-8266-5
- Improve Your Chess, 1976, Pitman Publishing
- The Best Games of CHO'D Alexander (společně s Williamem Hartstonem), 1976, Oxford University Press
- Golombek's Encyclopedia of Chess (jako hlavní editor) 1977, Batsford ISBN 0-517-53146-1